# Coxipó da Ponte

Coxipó da Ponte tillhör kommunen Cuiabá, vars läge i Mato Grosso är markerad.

Coxipó da Ponte är ett distrikt i västra Brasilien och ligger i delstaten Mato Grosso. Den har lite mer än 300 000 invånare och utgör den sydöstra delen av kommunen Cuiabá, delstatens huvudstad. Coxipó da Ponte fick rättigheter som eget distrikt i september 1929.

## Befolkningsutveckling
| Område          | Areal (km²)   | Invånarantal 1 augusti 2000 | Invånarantal 1 augusti 2010 |
| --------------- | ------------- | --------------------------- | --------------------------- |
| Cuiabás kommun  | 3 495,42      | 483 346                     | 551 098                     |
| Coxipó da Ponte | Ingen uppgift | 267 346                     | 323 682                     |